# Německý hospodářský zázrak

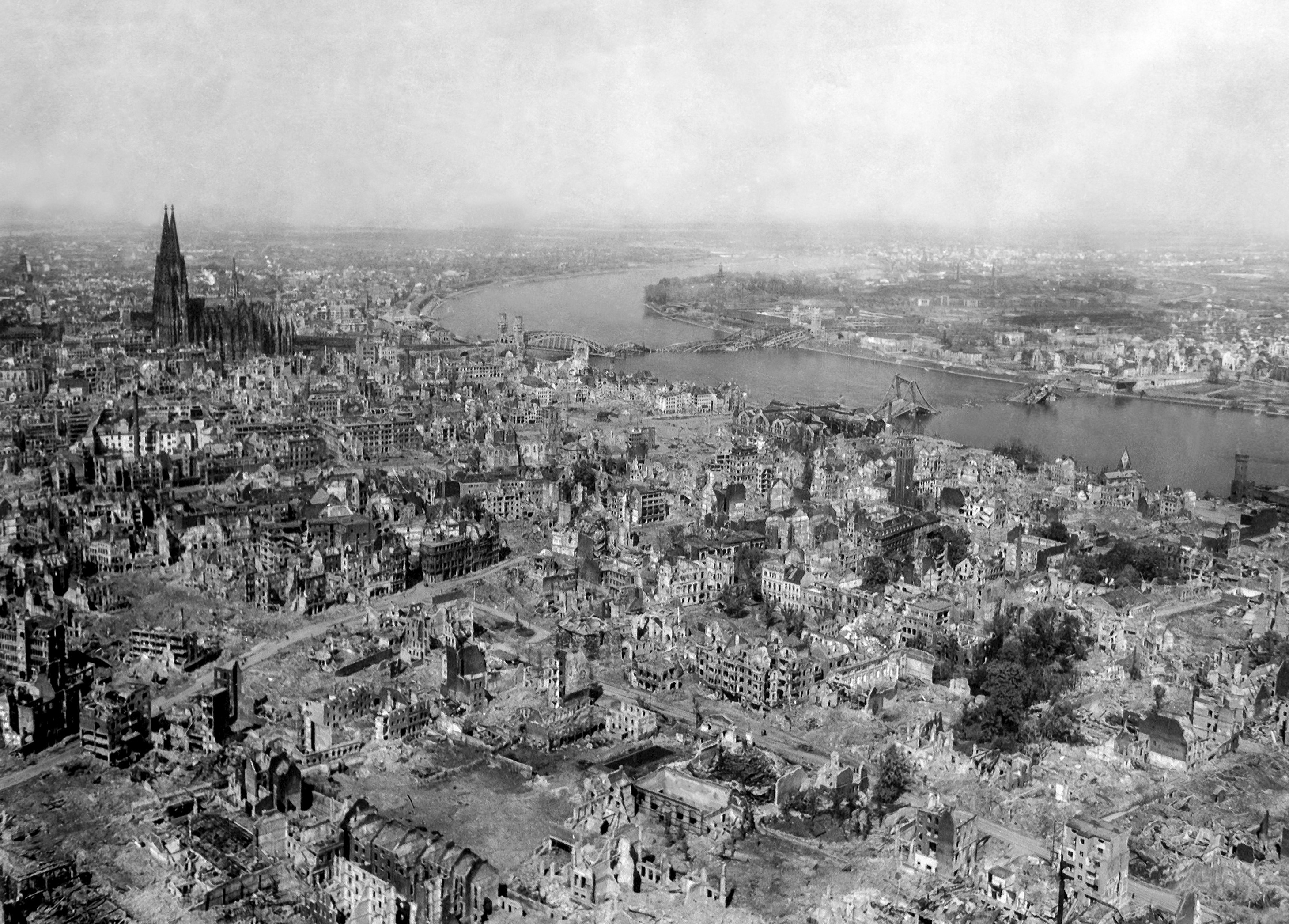
Kolín nad Rýnem, rok 1945

Německý hospodářský zázrak (něm. Wirtschaftswunder) se říká období rychlého a neočekávaně dlouhodobého hospodářského rozvoje Spolkové republiky Německo po druhé světové válce. Za počátek hospodářského zázraku se považuje měnová reforma v roce 1948. Jeho konec se někdy datuje do let 1957–8, kdy skončila konjunktura a také se završila předběžná integrace Spolkové republiky do světového hospodářství plnou konvertibilitou německé marky a založením EHS. Jindy se za konec zázraku považují léta 1966–7, kdy nastala první hlubší recese od konce druhé světové války.

## Výchozí stav
Výchozí situace Německa po bezpodmínečné kapitulaci v roce 1945 byla špatná. Na rozdíl od obytné kapacity velkoměst však zůstalo 80 až 85 procent produkčních kapacit na území pozdější Spolkové republiky Německo neporušeno, a celková produkční kapacita byla dokonce větší než v posledním mírovém roce 1938. Také silnice a železnice byly těžce poškozeny pouze místy a četná přerušení kvůli zničeným mostům a dopravním uzlům mohla být relativně rychle opravena. Totéž platilo pro vodní cesty nesjízdné kvůli zničeným mostům. Vcelku rychlá obnova dopravní sítě tedy začala již před měnovou reformou v roce 1948; rychlý byl i pokrok v úklidových pracích sutin, které ve městech zanechala druhá světová válka.

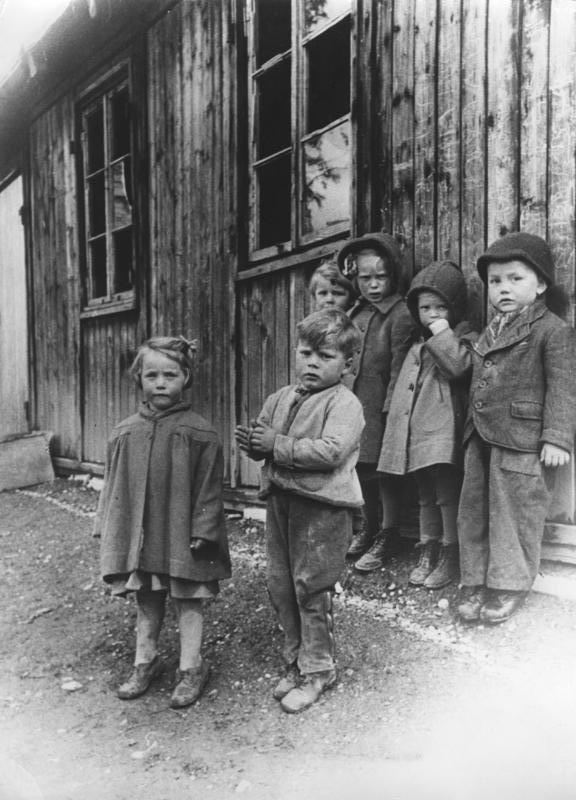
Německé děti v utečeneckém táboře po 2. světové válce, Západní Německo

Okupující západní mocnosti ovšem zpočátku rozhodně neměly za cíl brzkou hospodářskou obnovu Německa. Osobní doprava mezi západními okupačními zónami byla až do roku 1948 omezena; měnová reforma, od roku 1945 navrhovaná hospodářskými odborníky, například Ludwigem Erhardem, byla zprvu odmítnuta. Po různých, již za války projednávaných, ale později odmítnutých plánech, jak jednat se za válku zodpovědným Německem, rozhodly se západní mocnosti pro hospodářskou obnovu Německa. V porovnání se sovětskou okupační zónou začala v západních zónách v rozumné míře demontáž strojního zařízení v průmyslových podnicích. Jak se začaly rozpory mezi světovými mocnostmi prohlubovat a relativně rychle přešly ve studenou válku, dostalo se oběma německým státům více hospodářské pomoci.
Říšská marka byla po válce silně znehodnocena a v západních okupačních zónách byla 21. července 1948 nahrazena novou německou markou. Měnová reforma byla výchozím předpokladem pro hospodářskou konsolidaci a zjednodušila organizačně již přicházející pomoc z European Recovery Program, známějšího pod názvem Marshallův plán. Několik dní poté došlo k předání tzv. frankfurtských dokumentů:
- První dokument pověřil předsedu vlády svoláním ústavodárného Národního shromáždění v západních obsazených zónách, a tím zřízením centrální moci a práva pro nově vzniklý stát.
- Druhý dokument upravoval zemské hranice uvnitř zón západních mocností.
- Třetí dokument obsahoval požadavek stanovit základní rysy budoucího statusu okupačních mocností.

Frankfurtské dokumenty jsou považovány za rodný list v roce 1949 vzniklé Spolkové republiky Německo.

## Průběh

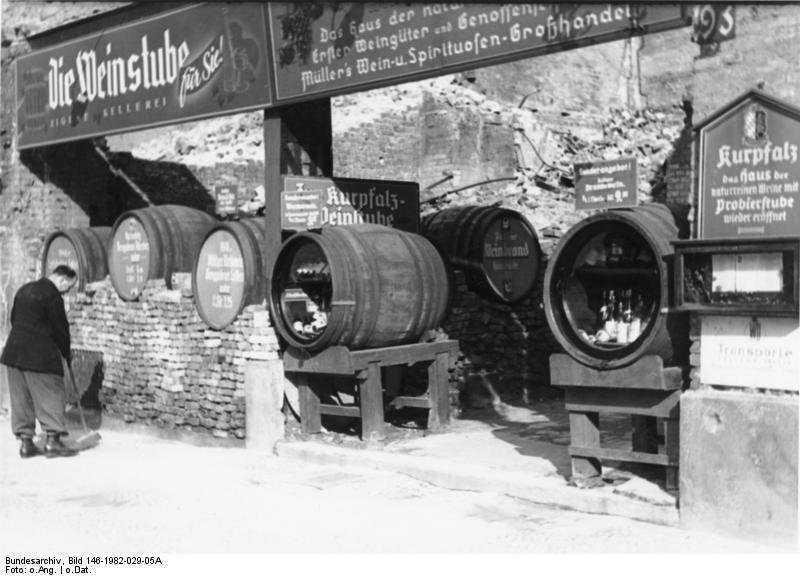
Provizorní vinárna v berlínských ruinách po druhé světové válce, přesné datum neznámé

Na konci čtyřicátých let 20. století začal v západní části Německa dynamický hospodářský rozvoj, krátce přerušený až v letech 1965–66 hospodářským poklesem, který vydržel až do ropné krize v roce 1973.
Měnová reforma v roce 1948 ukončila výměnný obchod a černý trh, do té doby velmi rozšířený, prakticky přes noc. Obchody se rychle naplnily zbožím, v první řadě k pokrytí základních potřeb. Pro široký investiční rozvoj však neměly dosud podniky dostačující kapitál. To se v následujících letech měnilo, ač napřed pomalu. Základem byl dobrý vývoj zisku, a tím se naskytla možnost financovat investice s vlastním kapitálem. Tak se zlepšila na počátku padesátých let 20. století zprvu špatná situace mnoha podniků.[ujasnit]
Finanční prostředky, které koncem roku 1947 přinesl Marshallův plán, byly z větší části půjčkami a jen z menší příspěvky. Důležitým faktorem bylo zvýšení vývozu, který byl z části dán velmi nízkými produkčními náklady v Německu, z části tzv. korejským boomem v USA v letech 1950 až 1951. Pevný kurs vůči americkému dolaru (4,20 německé marky za 1 americký dolar) fungoval jako nepřímá subvence vývozu. Došlo k rychlému rozvoji německého vývozu – v roce 1960 byl 4,5 krát větší než v roce 1950. Také hrubý národní produkt se zvýšil třikrát. Majetek podniků se začal zvyšovat, investice rostly. Německý podíl na světovém vývozu stoupl ze šesti na deset procent. Německý průmysl po korejském boomu získal náskok v nákladech, a tudíž i v cenách. Německo využilo evropský nedostatek dolarů a předností Evropské platební unie. Německý průmysl mohl znovu začít vyrábět moderní investiční celky a strojírenské výrobky, rozjela se výroba aut, jakož i moderních elektrospotřebičů.

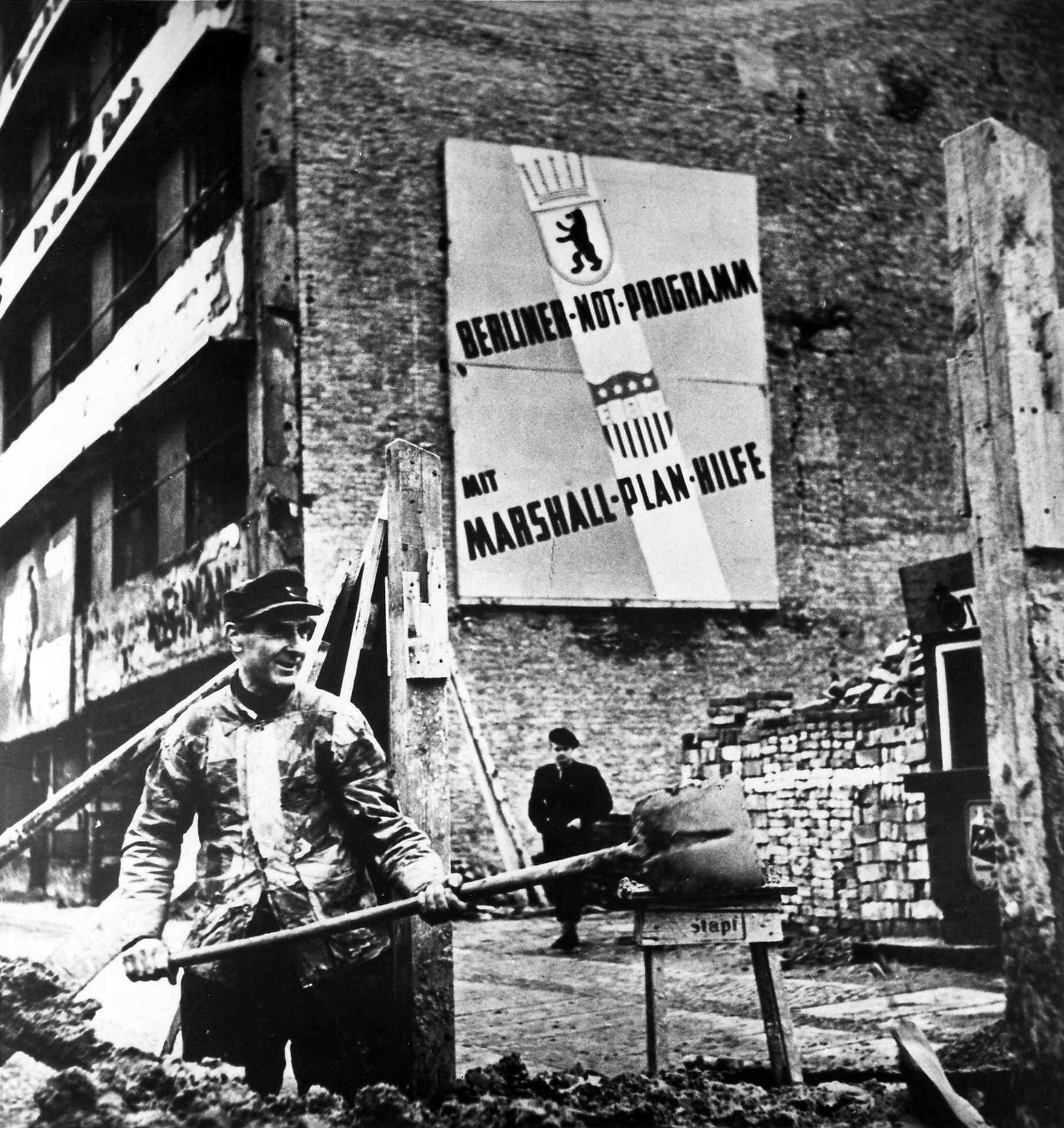
Západní Berlín, Marshallův plán

Enormní rychlost hospodářského růstu je také mimo jiné zřetelná z toho, že reálný příjem průměrné dělnické rodiny překročil předválečnou úroveň již v roce 1950. V roce 1949, kdy byla založena Spolková republika Německo, byla již úroveň blahobytu a pokroku taková, jako před válkou. Nezaměstnaných byly v roce 1950 dva milióny, v roce 1952 již zřetelně méně. Poptávka po pracovních silách byla tak vysoká, že již v roce 1955 byli oficiálně zváni dělníci ze zahraničí, protože nestačil příchod miliónů lidí, kteří přicházeli z bývalých východních území a utíkali ze sovětské zóny (NDR). Přistěhovalci z NDR byli přitom pro hospodářský zázrak velmi důležití pro svou nadprůměrnou kvalifikaci – na Západ přišly před postavením Berlínské zdi v roce 1961 statisíce akademiků, živnostníků a řemeslníků.
Dalším významným faktorem bylo stěhování závodů ze sovětské zóny (a pozdější NDR) do západní zóny (a pozdější Spolková republika Německo). V některých západoněmeckých regionech po roce 1945 značně přispíval k silnému hospodářskému růstu průmysl, především před druhou světovou válkou v málo industrializovaném Bavorsku. Například Ingolstadt nebyl do roku 1945 průmyslovým městem, stal se jím teprve po odstěhování Auto Union AG (dnes Audi AG) z Chemnitzu v letech po druhé světové válce. Jen z Chemnitzu se odstěhovala dál velká část podnikatelských subjektů na Západ, kromě Auto Union také Schubert&Salzer AG, Wanderer Werke AG a Hermann Pfauter AG. Sídlo Siemensu bylo přestěhováno z Berlína do Mnichova a Erlangenu. Je možno jmenovat mnoho dalších příkladů.
Investice v SRN stouply mezi lety 1952 až 1960 o 120 procent, hrubý národní produkt stoupl o 80 procent. Německá politika odčinění nebyla jen cestou navrácení Německa do společenství národů, ale umožnila uzavřít v roce 1953 smlouvu o vyrovnání dluhů, kterou v Londýně dojednal bankéř Hermann Josef Abs. Bylo to dlouhodobé, pro Německo vcelku velkorysé ujednání o starých dluzích, které byly sníženy přibližně na polovinu. V roce 1954 dosáhl počet bytů ve Spolkové republice Německo úrovně posledního mírového roku 1938. Tempo obnovy předčilo všechna očekávání; poválečné odhady odborníků se pohybovaly mezi 40 až 50 lety.

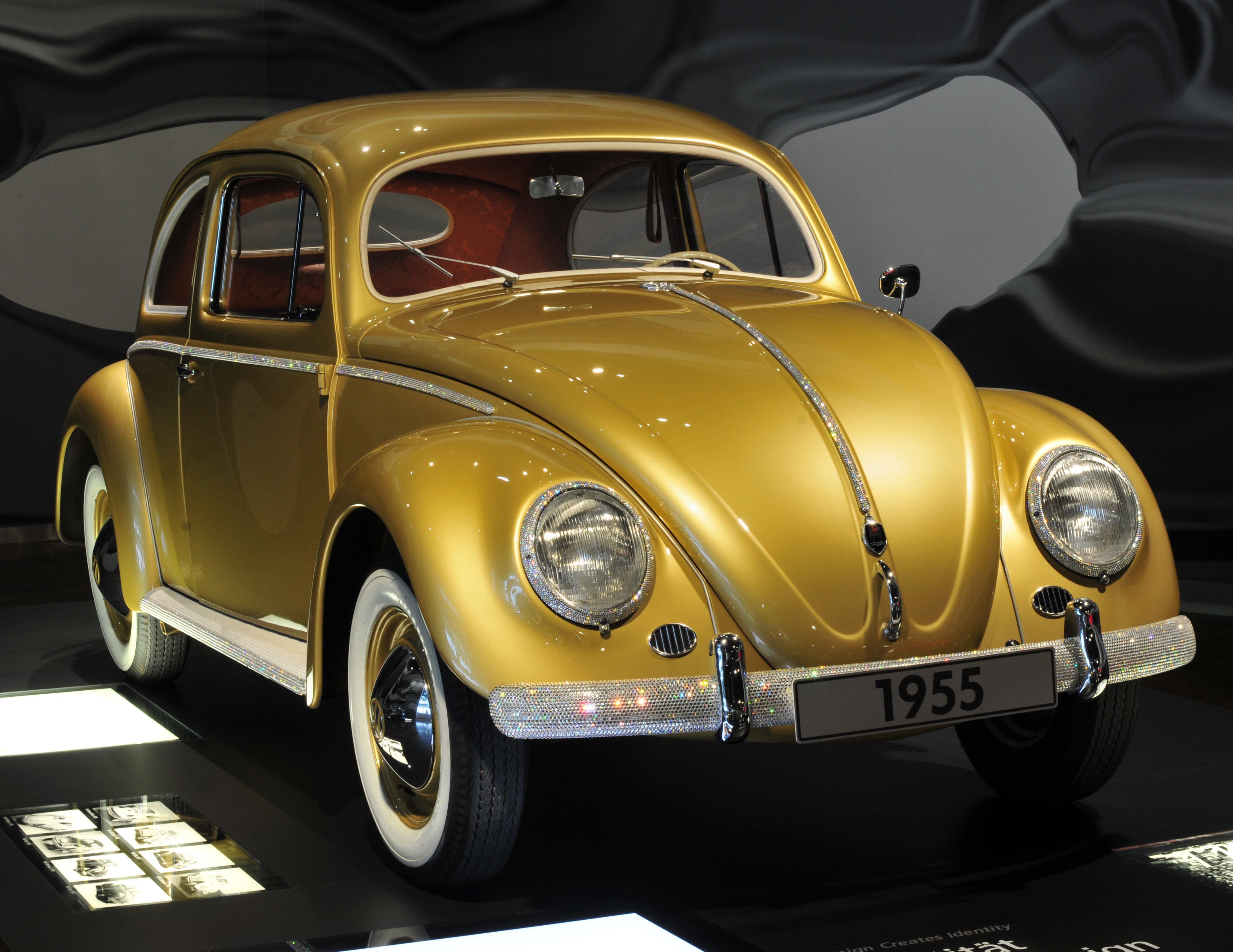
Milióntý Volkswagen Brouk byl vyroben dne 5. srpna 1955. Tento automobil byl populárním německým vývozním artiklem a symbolem německého hospodářského zázraku

Od roku 1953 bylo hlavním cílem investic rozšiřování kapacit. Nejdříve musely být odstraněny válečné škody a poté dohnán nedostatek investic za války. Také přestavba na civilní produkci vázala zprvu značný díl nedostatkových investic. Přes tento deficit základního kapitálu v národním hospodářství Spolkové republiky se podařilo osvojení nejmodernějších technologií a vybudování mezinárodně konkurenceschopného průmyslového výzkumu a vývoje. 1955 byl rok největšího hospodářského růstu v německých dějinách – reálný růst ekonomiky dosáhl 10,5 procent, reálné mzdy stouply také okolo 10 procent, počet osobních aut vzrostl v roce 1955 o 19 procent. Ještě v roce 1948 jezdila auta na dřevoplyn po prázdných německých dálnicích, nyní se v době dovolených tvořily první dopravní zácpy. Do té doby zřídka používaný pojem „hospodářský zázrak“ se stal v roce 1955 okřídleným slovem. Rok 1955 byl též rokem, kdy Spolková republika dostala z větší části zpět svrchovanost – dne 5. května 1955, úmyslně přesně na den 10 let po částečné kapitulaci wehrmachtu vůči západním mocnostem.
V průběhu padesátých let se západní část Německa přiblížila USA. Německý automobilový průmysl zvýšil produkci pětkrát. Průmysl a služby během několika let vstřebaly dva miliony nezaměstnaných. Přes osm miliónů vyhnaných z domovů a 2,7 miliónů lidí, kteří odešli z NDR, také našlo práci. Na konci padesátých let byla plná zaměstnanost, úroveň nezaměstnanosti byla pod dvěma procenty. Dle dnešního chápání byla úroveň nezaměstnanosti 4 až 5 procent dosažena již v letech 1955 až 1956, a tím dosažena plná zaměstnanost. V letech 1950 až 1970 stouply reálné mzdy dvaapůlnásobně. V druhé polovině padesátých let mohla Spolková republika nést hospodářskou tíži nákladů na znovuvyzbrojení. V této době začala mít Deutsche Bundesbank díky vysokému přebytku vývozu velké devizové rezervy a nakoupila zlato, které vlastní dodnes. Zahraniční závazky byly předčasně splaceny, německá marka se několikrát zhodnotila. Spolkový rozpočet byl mezi lety 1949 až 1968 plně vyrovnaný, státní dluh, měřeno národním produktem, se zřetelně snížil. Mezitím došlo ke změně struktury národního hospodářství: ještě v roce 1949 byly velké části Německa zemědělského charakteru a 21 procent zaměstnanců pracovalo v zemědělství, do roku 1970 klesl tento podíl pod 10 procent ve prospěch průmyslu a později především služeb, produkce zbývajících zemědělců díky technice zvýšena a jejich hospodářské přežití zajištěno státními subvencemi.
Od počátku šedesátých let se konjunktura zase pomalu snižovala. Kapacity mohly uspokojit poptávku, technický pokrok byl dohnán. Hospodářství rostlo až do roku 1973, roku první ropné krize, dále velmi dynamicky, jen s krátkým přerušením lehkou recesí v roce 1967: „Teprve v roce 1973 skončila poválečná konjunktura.“ Tento hospodářský vývoj měl příčinu, že druhá německá demokracie, na rozdíl od Výmarské republiky, byla národem přijata, přestože mu byla vnucena spojeneckými okupačními mocnostmi, a přinesla blahobyt, stabilitu a sociální smír.

## Debata o příčinách německého hospodářského zázraku

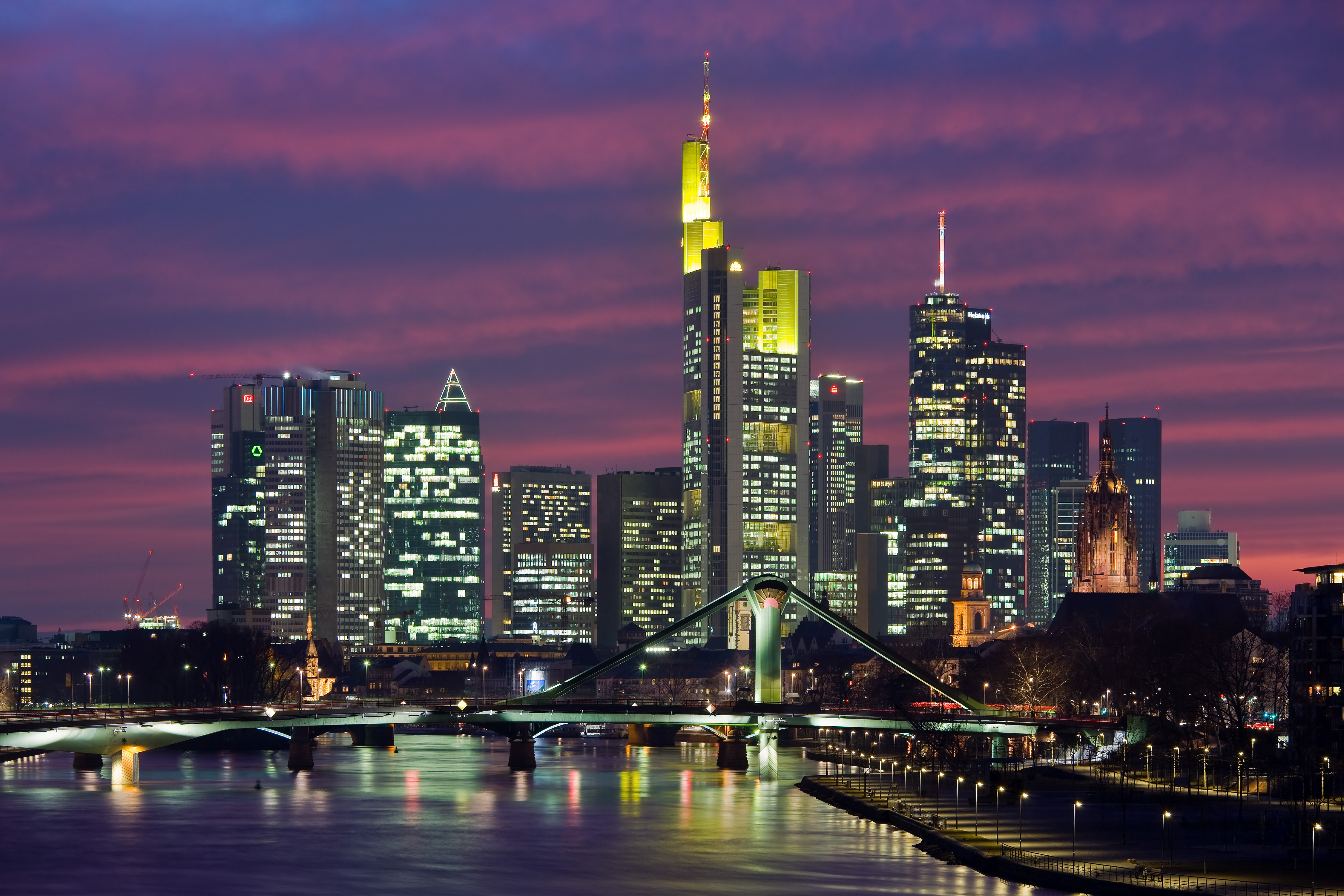
Střed a finanční centrum Frankfurtu nad Mohanem

O příčinách takzvaného německého hospodářského zázraku v padesátých a šedesátých letech národohospodáři dodnes diskutují.
Výchozí postavení západního Německa bylo příznivější, než by se mohlo zdát. Německo leželo v troskách, ale byly to především budovy v centrech měst a velké průmyslové objekty. Větší část strojního vybavení továren, během války rozšířeného, byla přemístěna a přežila válku beze škod. Přes všechny škody mělo Německo na konci války v roce 1945 větší průmyslové kapacity, než na počátku války v roce 1938.
Prostřednictvím Marshallova plánu obdrželo Západní Německo hospodářskou pomoc ve výši 1,4 miliardy dolarů, určenou především na obnovu značně poničené infrastruktury. Americká hospodářská pomoc sice německý hospodářský zázrak (a obnovu západní Evropy) podpořila a urychlila, ale v žádném případě nebyla jejich příčinou.
Podle jedné teze bylo rozpoutání dynamického hospodářského rozvoje nastartováno potřebou srovnat domácí vývoj se světem a potřebou integrace západního Německa do světového hospodářství. Pomohlo snad také obyvatelstvo ochotné do práce a přející pokroku; a také obyvatelstvo rostoucí – do roku 1950 přišlo do Spolkové republiky osm miliónu lidí z bývalých německých východních území, do roku 1961 přišly další tři milióny lidí z NDR.
Podle jiné teorie bylo hlavní příčinou hospodářského zázraku odstranění centrálního plánování a určování cen po měnové reformě v roce 1948 a následují ordoliberální zákonodárství. Lze ale namítnout, že například Francie se svým modelem zřetelně většího intervenčního plánování dosáhla stejných úspěchů.
Faktem totiž je, že hospodářský rozvoj byl po druhé světové válce celosvětovým jevem, a probíhal v zemích s různými hospodářskými modely.